# Обрадовци
Обрадовци су насељено мјесто у саставу општине Зденци, у Вировитичко-подравској жупанији, Република Хрватска.

## Историја
1744. је подигнута парохијска српска православна зидана црква Свете Параскеве. 1774. иконостас је урадио Игњатија Виднери. 1759. се у опису наводи као нова и још тада није посвећена, али је записано да је антиминс посветио владика Софроније Јовановић. 1941. усташе су у православној цркви у овом селу побиле скоро све мушке житеље, а преживјели су вођени на присилно покатоличавање. Пола вијека касније, Срби, уплашени због страдања у доба геноцидне НДХ, бјеже са својих огњишта. Срушене су им куће и црква. У селу је некада било 120 српских породица, а 2023. су остале само двије. До територијалне реорганизације у Хрватској налазили су се у саставу старе општине Ораховица.

## Становништво
На попису становништва 2011. године, Обрадовци су имали 56 становника.

## Попис 1991.
На попису становништва 1991. године, насељено мјесто Обрадовци је имало 103 становника, сљедећег националног састава:
| Попис 1991.‍  | Попис 1991.‍  | Попис 1991.‍ | Попис 1991.‍ | Попис 1991.‍ |
| ------------ | ------------ | ----------- | ----------- | ----------- |
|              |              |             |             |             |
| Срби         | Срби         |             | 88          | 85,43%      |
| Хрвати       | Хрвати       |             | 6           | 5,82%       |
| Југословени  | Југословени  |             | 3           | 2,91%       |
| Црногорци    | Црногорци    |             | 2           | 1,94%       |
| Украјинци    | Украјинци    |             | 1           | 0,97%       |
| неопредељени | неопредељени |             | 2           | 1,94%       |
| непознато    | непознато    |             | 1           | 0,97%       |
| укупно: 103  |              |             |             |             |